# B&C Privatstiftung
Die B&C Privatstiftung ist eine unabhängige Stiftung, die im Jahr 2000 von der Bank Austria und der Creditanstalt gegründet wurde. Über ihre Holdinggesellschaften, der B&C-Gruppe, übt die B&C Privatstiftung – mit dem Stiftungszweck der Förderung des österreichischen Unternehmertums – ihre Funktion als Kernaktionärin an mehreren Unternehmen aus. Die B&C-Gruppe hält 52,25 % an Lenzing AG, 54,2 % an Semperit AG Holding und 52,7 % an AMAG Austria Metall AG sowie eine Minderheitsbeteiligung an der VAMED AG. Über die B&C Innovation Investments GmbH ist die B&C-Gruppe seit 2016 an Technologie-Wachstumsunternehmen beteiligt und hält in diesem Segment Beteiligungen an den Unternehmen TTTech, Frequentis, Flightkeys, contextflow, TriLite, Kinexon, Citrine, klarx, Awake Mobility, neoom und ParityQC sowie an einem österreichischen Start-up-Fonds. Der Sitz der B&C Privatstiftung und der B&C-Gruppe befindet sich in Wien im Palais Ephrussi.

## Geschichte
Die Stiftung wurde im Dezember 2000 durch die Bank Austria und die Creditanstalt gegründet. Ab 2000 erwarb die frühere Beteiligungsholding der Privatstiftung, die B&C Holding, eine Reihe wesentlicher bankgeschäftsfremder Beteiligungen der beiden Stifter Bank Austria und Creditanstalt. Als Gegenleistung erhielt die Bank Austria Gruppe Substanzgenussrechte, wodurch ihr der größte Teil der laufenden Erträge der B&C-Gruppe zustand. Ende 2008 kaufte die B&C Privatstiftung über ihre Tochtergesellschaft B&C-Gruppe die Genussrechte von der UniCredit Bank Austria AG zurück. Die gesamten Dividendenerträge verbleiben seither somit in der unabhängigen B&C-Gruppe und können stiftungszweckkonform reinvestiert werden. Ende 2019 übertrug die Unicredit die Letztbegünstigtenstellung auf die von österreichischen Unternehmern etablierte Commitment Privatstiftung.

## Organisation
Der Vorstand setzt sich aus dem Vorsitzenden Erich Hampel, Wolfgang Hofer und Birgit Noggler zusammen.

## Stiftungsinitiativen

### MEGA Bildungsstiftung
Die MEGA Bildungsstiftung wurde von der B&C Privatstiftung und der Berndorf Privatstiftung gegründet. MEGA steht für "Make Education Great Again" und „Multiple Education Grants Austria“. Der inhaltliche Schwerpunkt der MEGA Bildungsstiftung liegt in den Bereichen Chancenfairness in der Bildung sowie Wirtschaftskompetenz und Life-Skills. Ziel ist die Stärkung von alltagstauglichen Kompetenzen aller Kinder und Jugendlichen, um sie für ein selbstbestimmtes Leben vorzubereiten. Generalsekretär der Stiftung ist Andreas Ambros-Lechner. Die MEGA Bildungsstiftung ist Gründungspartnerin der Stiftung für Wirtschaftsbildung, eine zivilgesellschaftliche Allianz, die das Ziel verfolgt, Wirtschafts- und Finanzbildung in der schulischen und außerschulischen Allgemeinbildung in Österreich zu verankern.

### Houskapreis
Im Jahr 2005 hat die B&C-Privatstiftung den „Houskapreis“ ins Leben gerufen. Mit einer Dotierung von derzeit 750.000 Euro werden wirtschaftsnahe Forschungsprojekte gefördert. Prämiert werden die besten Projekte in den Kategorien "Hochschulforschung", "Außeruniversitäre Forschung" und "Forschung & Entwicklung in KMU". Dieser Forschungspreis wird jährlich vergeben und ist nach Wolfgang Houska, einem ehemaligen Stiftungsmitglied, benannt.

### Weitere Stiftungsinitiativen
Die B&C Privatstiftung unterstützt unter anderem den seit 2012 jährlich stattfindenden Wiener Unternehmensrechtstag, der aktuelle Unternehmens- und Kapitalmarktrechtsthemen zum Gegenstand hat sowie den Österreichischen Aufsichtsratstag und die Initiative eXplore!. Weiters unterstützt die B&C seit dem Jahr 2014 eine Stiftungsprofessur für Werkstofftechnik von Aluminium und Nichteisenmetallurgie an der Montanuniversität Leoben mit dem Förderpartner AMAG.

### Bildungspreis
Anlässlich ihres 15-jährigen Bestehens hat die B&C Privatstiftung im Jahr 2015 den „Bildungspreis“ mit dem Schwerpunkt Forschungsvermittlung an österreichischen Bildungseinrichtungen mit einer Gesamtdotierung von 150.000 Euro ausgerufen. Die drei Preisträger erhielten Preisgelder in Höhe von insgesamt 30.000 Euro. Die B&C Privatstiftung hat darüber hinaus einen bundesweiten Fördertopf in Höhe von 120.000 Euro zur Verfügung gestellt, um eine Umsetzung der besten 20 Projekte österreichweit zu ermöglichen. Der Bildungspreis wurde in Kooperation mit dem österreichischen Bildungsministerium umgesetzt.